# Duncan Tsoke
Duncan Theodore Tsoke (ur. 15 kwietnia 1964 w Daveyton) – południowoafrykański duchowny rzymskokatolicki, biskup pomocniczy Johannesburga w latach 2016–2021, biskup diecezjalny Kimberley od 2021.

## Życiorys
Święcenia kapłańskie otrzymał 2 grudnia 1995 i został inkardynowany do archidiecezji Johannesburga. Po kilkuletnim stażu wikariuszowskim został wykładowcą i wychowawcą w seminarium w Garsfontein. W latach 2000–2009 był wikariuszem biskupim ds. ewangelizacji, a w kolejnych latach pełnił funkcję wikariusza generalnego archidiecezji.
6 lutego 2016 papież Franciszek mianował go biskupem pomocniczym archidiecezji Johannesburga oraz biskupem tytularnym Horrea Coelia. Sakry biskupiej udzielił mu 30 kwietnia 2016 metropolita Johannesburga – arcybiskup Buti Joseph Tlhagale.
3 marca 2021 papież Franciszek przeniósł go na urząd biskupa diecezjalnego Kimberley. Ingres odbył się 17 kwietnia 2021.